# Mirrah Foulkes
Mirrah Foulkes (Melbourne, 1981) è un'attrice, regista e sceneggiatrice australiana.

## Carriera
Cresciuta sulla Sunshine Coast, nel sud-est del Queensland in Australia, ha recitato in Animal Kingdom (2010), Sleeping Beauty (2011) e The Turning (2013).
In Australia, Foulkes ha interpretato il ruolo di Jo Mathieson nella serie TV australiana All Saints. È apparsa in ogni episodio del 2009 prima dell'annullamento della serie nell'ottobre 2009. Nel 2013 ha lavorato in Top of the Lake - Il mistero del lago, una miniserie televisiva drammatica.
Nel 2014 ha fatto parte del cast della serie televisiva Hawaii Five-0 nel ruolo di Ellie Clayton.
Foulkes ha scritto e diretto numerosi cortometraggi tra cui Dumpy Goes to the Big Smoke (2012), Florence Has Left the Building (2015) con Jacki Weaver e Trespass (2015). Nel 2013, ha scritto il cortometraggio Eugene per il concorso Intel e W Hotels Four Stories. Foulkes è l'unica donna membro del collettivo australiano Blue-Tongue Films.
Nel 2013, Foulkes è stata candidata come miglior attrice emergente ai Logie Awards. Nello stesso anno, è stata candidata per il premio AACTA come migliore attrice in un ruolo di The Turning.
Foulkes ha scritto e diretto vari cortometraggi tra cui Dumpy Goes to the Big Smoke (2012), che ha vinto il premio per il miglior regista al Sydney Film Festival ed è stato candidato per due volte al AACTA Awards nel 2013; Florence Has Left the Building (2015) con Jacki Weaver presentato al Melbourne International Film Festival e vincitore del premio AACTA 2015 per il miglior cortometraggio; e Trespass che è stato presentato in anteprima internazionale al Toronto International Film Festival nel 2016.
Nel 2019 ha vinto al Sitges - Festival internazionale del cinema fantastico della Catalogna il premio per la migliore sceneggiatura con il film Judy & Punch.
È sposata con il regista David Michôd.

## Filmografia

### Attrice

#### Cinema
- Animal Kingdom, regia di David Michôd (2010)
- Sleeping Beauty, regia di Julia Leigh (2011)
- The Turning, registi vari (2013)
- Regali da uno sconosciuto - The Gift (The Gift), regia di Joel Edgerton (2015)

#### Televisione
- All Saints – serie TV (2009)
- The Crown - serie TV (2017), – 1 episodio 2x02 (giornalista)
- Harrow – serie TV (2018-2019)

### Regista
- Judy & Punch (2019)

### Sceneggiatrice
- Judy & Punch (2019)